# فرودگاه بین‌المللی چاب کی
فرودگاه بین‌المللی چاب کی (به انگلیسی: Chub Cay International Airport) یک فرودگاه خصوصی با کد یاتا CCZ است که یک باند فرود آسفالت دارد و طول باند آن ۱۵۲۴ متر است. این فرودگاه در کشور باهاما قرار دارد .

## شرکت‌های هواپیمایی و مقصدهای پروازی
| شرکت‌های هواپیمایی | مقصدهای پروازی |
| ----------------- | -------------- |
| پیناپل ایر        | لیندن پیندلینگ |